# Butte Falls
Butte Falls é uma cidade  localizada no estado norte-americano de Oregon, no Condado de Jackson.

## Demografia
Segundo o censo norte-americano de 2000, a sua população era de 439 habitantes. 
Em 2006, foi estimada uma população de 429, um decréscimo de 10 (-2.3%).

## Geografia
De acordo com o United States Census Bureau tem uma área de 
1,0 km², dos quais 1,0 km² cobertos por terra e 0,0 km² cobertos por água. Butte Falls localiza-se a aproximadamente 772 m acima do nível do mar.

## Localidades na vizinhança
O diagrama seguinte representa as localidades num raio de 36 km ao redor de Butte Falls. 